# 横浜醤油
横浜醤油株式会社（よこはましょうゆ）は、横浜市神奈川区に所在していた食品会社。横浜市で唯一の醤油メーカーであった。

## 歴史
横浜醤油の前身となる醸造元は、明治時代には醤油の製造を行っていたと考えられるが、文献が残っておらず詳細は明らかではない。初代社長の筒井松男により法人化したのは1937年（昭和12年）9月で、東急東横線白楽駅にほど近い神奈川区白幡上町に1500坪の工場を開設した。周囲の宅地化が進み、地区センターの計画が持ち上がったことから二代目は廃業も検討したが、2000年に三代目社長の筒井恭男により神奈川区松見町のJR横浜線・県道大田神奈川線沿いに移転した。その際にもろみの製造を岐阜県恵那にある共同醸造所で行い、横浜の工場では社長自ら味・香りと色を整える生産体制に改めた。三代目が継いだ当初は業務用製品が主であったが、この分野への大手メーカーの参入が増えると、独自の味で勝負できる個人向け商品の販売を増やしていった。
2024年4月に閉業。同年秋に神奈川区松見町の工場は解体されている。
三代目社長の筒井恭男は、2025年4月に死去したと報じられた。

## 製品
明治より、カタカナの「ハマ」を菱形に図案化した横浜市章を丸囲みしたトレードマークを使用している。主力商品は関東風の濃口しょうゆで、大手メーカーでは2～3か月で済ませる熟成工程を1年近くかけて行う。
オリジナル調味料の開発も行っており、赤唐辛子とハバネロエキスを濃口しょうゆとあわせて熟成させた辛口の商品は「ハイカラ」と神奈川県方言の「じゃん」、液体発酵調味料を表す「醤」を掛け合わせて『ハイ辛辛辛醤（ハイカラジャン）』と名付けられた。社会科見学に来た小学生の「もっと甘い醤油はないの?」の問いから開発された、卵かけご飯用の甘口醤油は、横浜で生まれ育った人を表す「浜っ子」とニワトリの鳴き声から『はまこっこ専用醤油』と名付けられた。食べるラー油から着想を得た『食べる醤油』は、プレーン・ニンニク風味・柚子風味の3種類が販売されている。2020年に伊勢原市の石田牧場と共同開発した『しょうゆジェラート』は、期間限定で小田急ロマンスカーの車内販売でも提供された。めんつゆやソースも製造しており、工場に併設された直売店でも小売りしていた。